# (297409) Mållgan
(297409) Mållgan ist ein Asteroid des inneren Hauptgürtels, der am 1. September 2000 von dem schwedischen Astronomen Alexis Brandeker am Observatorium Stockholm in Saltsjöbaden (IAU-Code 052) entdeckt wurde.
Die Umlaufbahn des Asteroiden um die Sonne hat mit 0,2481 eine hohe Exzentrizität.
(297409) Mållgan wurde am 22. Juli 2013 nach Alfons benannt, dem Fantasiefreund von Willi Wiberg. Willi Wiberg (im Original Alfons Åberg) ist eine Kinderbuchreihe der schwedischen Autorin Gunilla Bergström. Der Fantasiefreund heißt im schwedischen Original Mållgan. Die Benennung ist eine Widmung an alle Fantasiefreunde.